# Videos Playboy
Los Vídeos Playboy son una serie de vídeos realizados por Playboy Enterprises, empresa editora de la revista  Playboy. Existen gran variedad de estilos de videos tanto en lo referente a lo musical, como las playmates, su estado de desnudez y en ocasiones incluso con escenas de sexo softcore. 
Desde 2002 han aparecido nuevas producciones de vídeos tales como la serie No Boys Allowed 3 que contiene cortes de otros vídeos anteriores. Sin embargo, la producción del vídeo de Playmate calendar, el vídeo de la Playmate of the Year, y la serie del vídeo aniversario todavía sigue vigente.

## Series producidas
Algunas de las distintas series de vídeos producidas son:
- Playmate Calendar
- Video Centerfolds
- Celebrity Centerfolds
- Sexy Lingerie
- Wet & Wild
- Best Of ...
- Girls/Women of ...
- Ediciones Especiales
- Playboy Exposed
- Playboy Karaoke